# Djurgården Hockey
O Djurgården Hockey é um time profissional de hóquei no gelo com sede em Estocolmo, na Suécia. 

O time foi formado em 1922 com a ajuda de Wilhelm Arwe e desde então se tornou a equipe mais bem sucedida da Suécia, vencendo o Campeonato Sueco 16 vezes e revelando muitos dos melhores jogadores da Suécia.
Djurgården participa do maior campeonato sueco, o  Svenska hockeyligan, desde 1977.
Além dos 16 campeonatos nacionais, a equipe também foi vice-campeã nove vezes (em 1923, 1924, 1927, 1979, 1984, 1985, 1992, 1998 e 2010) e também foram campeões europeus duas vezes (em 1991 e 1992).
A equipe geralmente joga suas partidas em casa, no Hovet, com uma capacidade de 8.094.